# 00-talet
Den här artikeln handlar om de första nio åren i den kristna tideräkningen, åren 1-9 e.Kr. För andra perioder som benämns 00-talet, se respektive århundrades artikel för detta, till exempel 1900-talet (decennium) och 2000-talet (decennium). För 00-talet som benämning på det första årtiondet i varje århundrade, se 00-talet (decennium).

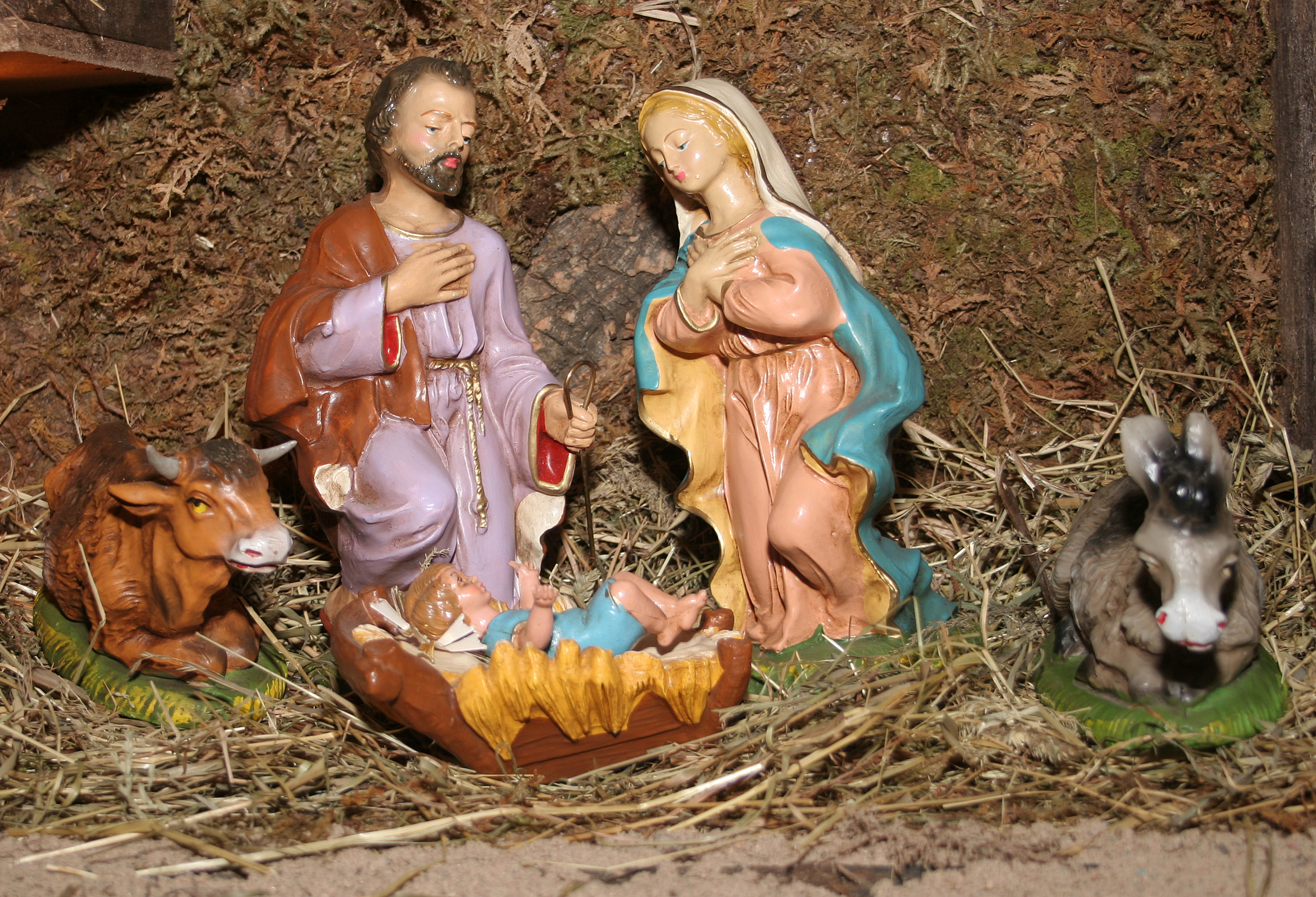
Jesu födelse brukar sättas den 25 december, någon gång kring denna tidpunkten, som innebär början på den kristna tideräkningen.

00-talet är de första nio åren efter Kristus i den vedertagna Gregorianska kalendern (som inte har något år noll. Det började 1 januari 1 e.Kr. och slutade 31 december 9 e.Kr.

## Födda
- Omkring 5 - Paulus, judisk-romersk apostel, missionär, teolog och författare[1]